# Duca di Braganza
Il titolo di duchi di Braganza (in portoghese duque de Bragança) è uno dei più importanti titoli nobiliari al capo della famiglia reale portoghese. Sin dall'accesso al trono della dinastia di Braganza nel 1640 l'erede al trono riceveva questo titolo e la tradizione continuò anche dopo la nascita della Repubblica, il 5 ottobre del 1910, assieme o in alternativa, al titolo di principe di Beira. Dopo la creazione della Repubblica Portoghese il tradizionale titolo di duca di Braganza è stato portato da svariati pretendenti al trono per ribadire e rimarcare le proprie pretese.

## Storia

### Periodo feudale
Il ducato di Braganza fu creato nel 1442 dal re Alfonso V di Portogallo per lo zio Alfonso conte di Barcelos, figlio naturale del re Giovanni I. Insieme ai ducati di Coimbra e di Viseu, creati da questo re per i suoi figli Dom Pedro e Dom Henrique, dopo la loro Battaglia di Ceuta nel 1415 è uno dei primi ducati del paese.
Presto la dinastia di Braganza divenne la più potente del regno, in conseguenza delle politiche di arricchimento del primo duca, Alfonso, che godette sempre del favore regio sotto i regni di suo padre e del suo fratello minore, il re Duarte. Quando a sei anni divenne re il figlio di quest'ultimo con il nome di Alfonso V, egli fu uno dei più ascoltati consiglieri, venendo in contrasto con il proprio fratello Dom Pedro, duca di Coimbra, contrasto da cui nacque una vera e propria guerra civile. Dom Pedro fu sconfitto e ucciso nella battaglia di Alfarrobeira nel 1449.
Nella successiva generazione il potere della casata fu contenuto dal re Giovanni II che aveva un alto concetto del potere regio e non poteva accettare lo sviluppo di un potere in grado di competere con questo entro i propri stessi confini. Il terzo duca, Ferdinando II, fu giustiziato per tradimento, a causa di una lettera scritta al re di Castiglia. Più tardi il re si impadronì delle terre e delle ricchezze della casata e ne esiliò l'erede, Jaime in Castiglia. Il suo successore, il re Manuele I era zio di Jaime e nel 1550 richiamò il nipote in patria, restituendogli il titolo e parte delle terre. Il duca Jaime fece costruire un monumentale palazzo a Vila Viçosa, che diverrà nel XVII secolo palazzo reale.
Il sesto duca, Giovanni I sposò la principessa Caterina di Portogallo e il suo successore Teodosio combatté a soli dieci anni nella battaglia di Alcacer Quibir nel 1578.
Nel frattempo il regno portoghese era entrato in crisi. Il re Sebastiano I scomparve in Africa nel 1578 senza lasciare figli e la corona passò al prozio Enrico I, anziano cardinale e dunque anch'egli senza figli. Alla sua morte nel 1580 divenne re di Portogallo Filippo II di Spagna con il nome di Filippo I di Portogallo, e il paese perse la propria indipendenza.
La saggia politica iniziale durò poco e il paese fu oberato dalle tasse e i territori d'oltremare venivano lasciati sguarniti. Il re di Spagna Filippo IV (Filippo III di Portogallo) perdette dunque il supporto della maggioranza della nobiltà portoghese e della potente gilda dei mercanti. Il Portogallo era sull'orlo della ribellione e si cercò un re portoghese che fu scelto nella figura dell'ottavo duca di Braganza, Giovanni II, che poteva rivendicare il regno da parte della nonna, la principessa Caterina e per via della sua discendenza dal quarto duca, nipote del re Manuele I. Il duca era tuttavia uomo privo di ambizioni e la leggenda racconta che fu forzato ad accettare dalla moglie, Luisa di Guzmán, figlia del duca di Medina-Sidónia, che sosteneva: Preferisco essere regina per un giorno che duchessa tutta la vita. Il duca accettò quindi di mettersi a capo della rivolta e quando questa terminò vittoriosamente fu proclamato re di Portogallo con il nome di Giovanni IV il 1º dicembre del 1640.

### Periodo regio
Dopo l'accesso della casata al trono portoghese, il ducato fu legato alla corona e il titolo di duca di Braganza divenne quello tradizionalmente assegnato all'erede al trono (come il titolo di Principe di Galles per l'erede al trono di Inghilterra). Quando l'ottavo duca divenne re, e nominò suo figlio Teodosio Principe del Brasile, assegnò il ducato di Braganza a suo fratello l'infante Dom Duarte, che sarebbe poi morto nel 1649 nelle carceri spagnole. Il titolo quindi passò al secondogenito del re, il futuro Alfonso VI del Portogallo.
Da questo momento in avanti, il titolo fu sempre appannaggio dell'erede al trono: se l'altro titolo, quello di Principe del Brasile, veniva assegnato di tanto in tanto anche ad eredi di sesso femminile, il titolo di Duca di Braganza fu sempre e soltanto per l'erede maschio, tranne due creazioni straordinarie, nel 1683 e nel 1711 (queste due creazioni sono ritenute non valide da alcuni legislatori, che di conseguenza numerano i duchi nel modo che l'ultimo di loro durante il periodo monarchico, Luigi Filippo, sia il ventunesimo duca).
Quando l'imperatore Pietro I del Brasile abdicò al trono brasiliano nel 1831, mantenne il titolo di duca di Braganza, che poi passò a suo nipote, Pietro alla sua nascita nel 1837. Tuttavia, nel 1889 il figlio ed erede di Pietro I, l'imperatore deposto Pietro II del Brasile, portò questo titolo e così, per i due anni successivi, ci furono due duchi: l'imperatore deposto Pietro II chi viveva in Francia e il neonato Luigi Filippo di Braganza (1887-1908), principe ereditario del Portogallo, a Lisbona.
Il 1º febbraio del 1908 il re Carlo I fu assassinato insieme al proprio figlio maggiore ed erede al trono Luigi Filippo, duca di Braganza. Gli successe Manuele II, ma dopo poco tempo, il 5 dicembre del 1910 fu istituita la repubblica e il re venne deposto ed esiliato.
Manuele portò questo titolo fino alla morte, senza figli, nel 1932. Successivamente lo portò il pretendente Duarte Nuno di Braganza, suo lontano cugino, discendente del re Michele del Portogallo: egli e la sua famiglia si considerarono pretendenti alla corona dal 1932 e ad essi fu permesso di tornare a vivere in Portogallo, da cui erano stati banditi nel 1836, nel 1950.
Nel 1957 Maria Pia di Sassonia Coburgo Braganza rivendicò il titolo ducale sostenendo di essere l'unica figlia del defunto re Carlo I di Portogallo; nel 1987 pur avendo avuto due figlie (una delle quali sposò il famoso scultore Miguel Berrocal avendone a sua volta due figli) passò le pretese sul titolo a Rosario Poidimani, imprenditore italiano.
Benché attualmente alcuni stati europei come la Grecia mantengano l'esilio per i propri ex sovrani, il Portogallo repubblicano si è pienamente riconciliato con la sua ex casa regnante: al matrimonio di Duarte Pio di Braganza, cui è comunemente riconosciuto il titolo ducale, celebrato dal Patriarca di Lisbona (il cui rango patriarcale  deriva proprio dall'essere cappellano maggiore del Re di Portogallo), erano presenti sia il Presidente della Repubblica Portoghese che il Primo Ministro.

## Elenco dei duchi di Braganza
1. Alfonso I di Braganza, nato nel 1370, duca dal 1442 alla morte nel 1461, figlio illegittimo del re Giovanni I e di Inés Perez Esteves. Sposò in prime nozze Beatrice Pereira.
2. Ferdinando I di Braganza, nato nel 1403, duca dal 1461 alla morte nel 1478.
3. Ferdinando II di Braganza, nato nel 1430, duca dal 1478 alla morte nel 1483, fu giustiziato per tradimento dal re Giovanni II. Sposò in seconde nozze Isabella di Portogallo (1459-1521, sorella del re Manuele I.
4. Giacomo di Braganza, nato nel 1479, duca dal 1500 alla morte nel 1532, sposò in prime nozze Eleonora Guzman (morta nel 1512).
5. Teodosio I di Braganza, nato nel 1520, duca dal 1532 alla morte nel 1563, sposò Isabella di Braganza (1514-1558).
6. Giovanni I di Braganza, nato nel 1543, duca dal 1563 alla morte nel 1583, sposò la principessa Caterina del Portogallo (1540-1614). Sposò Maria Luisa
7. Teodosio II di Braganza, nato nel 1568, duca dal 1583 alla morte nel 1630, sposò Anna di Velasco (morta nel 1607).
8. Giovanni IV del Portogallo, nato nel 1604, duca dal 1630, quindi re di Portogallo come Giovanni IV nel 1640 e fino alla morte nel 1656. Sposò Maria Luisa Guzman.
9. Teodosio di Braganza, Principe di Portogallo, nato nel 1634, duca di Braganza dal 1645 fino alla morte nel 1653
10. Alfonso VI del Portogallo, nato nel 1643, duca dal 1653 e quindi re dal 1656, morto nel 1683.
11. Giovanni V del Portogallo, nato nel 1689, re dal 1703 e morto nel 1750.
12. Giuseppe I del Portogallo, nato nel 1714, re dal 1750, morto nel 1777.
13. Maria I di Portogallo, nata nel 1734, regina dal 1777, morta nel 1816.
14. Giuseppe, principe di Portogallo, nato nel 1761 e morto nel 1788.
15. Giovanni VI di Portogallo, nato nel 1767, re dal 1816, morto nel 1826.
16. Pietro IV del Portogallo, nato nel 1798, imperatore del Brasile dal 1822 come Pietro I, re del Portogallo dal 1826, abdicò in favore della figlia Maria; abdicò quindi da imperatore nel 1831. Morì nel 1834.
17. Michele del Portogallo, nato nel 1802, reggente per la nipote Maria, si impadronì del trono e fu re dal 1828 al 1834. Fu forzato all'abdicazione ed esiliato dal fratello Pietro. Morì in esilio nel 1866.
18. Maria II del Portogallo, nata nel 1819, regina nel 1826-1828 e quindi dal 1834 alla morte nel 1853. Sposa nel 1836 Ferdinando di Sassonia Coburgo.
19. Pietro V del Portogallo, nato nel 1837, re dal 1853, morto nel 1861.
20. Carlo I del Portogallo, nato nel 1863, re dal 1889, assassinato nel 1908.
21. Luigi Filippo di Braganza, nato nel 1887 fu assassinato insieme al padre nel 1908.

Dopo la morte dell'ultimo re di Portogallo Manuele II di Portogallo nel 1932 il titolo ricadde per successione ai discendenti di Anna del Gesù di Braganza, principessa Reale del Portogallo, figlia più giovane di re Giovanni VI di Portogallo e di suo marito Nuno José Severo de Mendoça Rolim de Moura Barreto, primo Duca di Loulé. Nel 1932 il successore di Manuele II di Portogallo e rappresentante della linea louleiana era Costança da Camara de Mendoça (nata nel 1889 e morta nel 1965). Dal 1932 titolo fu portato da:
1. Costança da Camara de Mendoça (nata nel 1889 e morta nel 1965)
2. Alberto Nuno de Mendoça-Bragança y Bourbon (nato nel 1923 e morto nel 2003), figlio della precedente
3. Pedro José Folque de Mendoça-Bragança y Bourbon (nato nel 1958), figlio del precedente

Nonostante l'espulsione dalla casa reale del Portogallo i discendenti di re Michele I continuarono a portare dall'esilio questo titolo, titolo portato contemporaneamente anche dai vari Re che si succedettero sul trono del Portogallo. 
1. Michele Gennaro di Braganza, nato nel 1853 in esilio, figlio di Michele re di Portogallo, duca dal 1910, rinunciò nel 1920, morto nel 1927 in esilio.
2. Duarte Nuno di Braganza, nato nel 1907, duca dal 1920, morto nel 1976. Dal 1950 viene abrogato l'esilio per i discendenti di  Michele del Portogallo.
3. Duarte Pio di Braganza, nato nel 1945 e attuale duca dal 1976.

Hanno tuttavia rivendicato la successione anche:
1. Maria Pia di Sassonia Coburgo Braganza, che nel 1957 si proclamò figlia illegittima del re Carlo I e che nel 1987 adottò come erede Rosario Poidimani, nato nel 1941.